# Drivlina

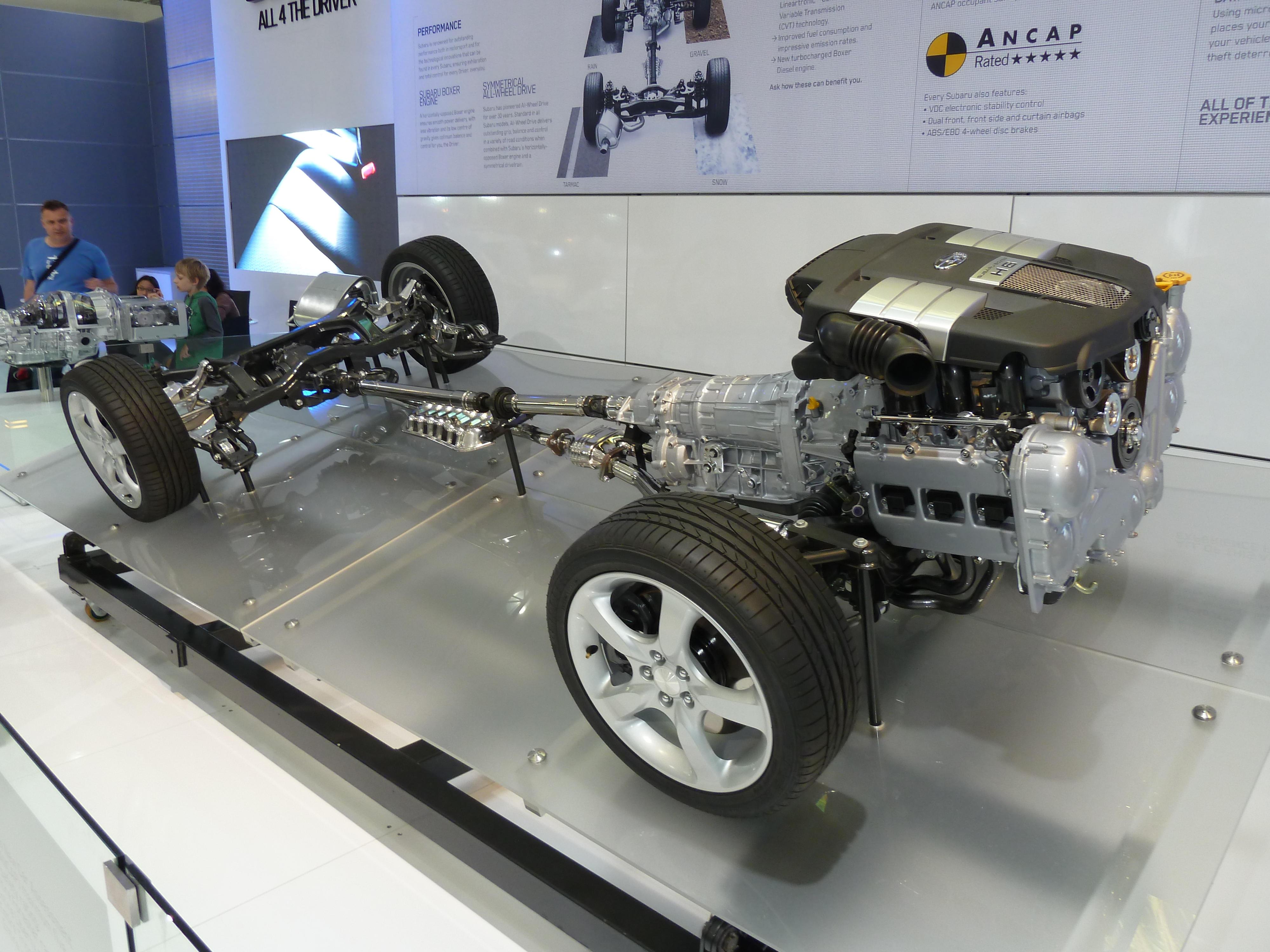
Drivlina från en modern bil, som består av hjul, fjädring, drivaxel, avgassystem, motor och kraftöverföring

En drivlina eller ett drivpaket är ett tekniskt system av komponenter som driver ett motorfordon eller annat fordon framåt. 
Det vill säga: 
- Motor
- Kedja, kassett och klingor på en cykel, moped eller motorcykel
- Koppling (i förekommande fall)
- Växellåda (eller i vissa fall variator)
- Kardanaxel (om fordonet har motorn fram och drivning bak, alternativt allhjulsdrivet)
- Bakaxel (om fordonet är bak- eller allhjulsdrivet)

I ett lite bredare perspektiv används även ordet drivlina för att beskriva hela komponentsystemet som omvandlar en eller flera energiformer till kinetisk energi i vilken process som helst.